# Feuchtwiesen Atterwasch
Feuchtwiesen Atterwasch este o arie protejată (arie specială de conservare — SAC, sit de importanță comunitară — SCI) din Germania întinsă pe o suprafață de 192,97 ha, integral pe uscat.

## Localizare
Centrul sitului Feuchtwiesen Atterwasch este situat la coordonatele 51°56′26″N 14°37′04″E / 51.9406°N 14.6178°E.

## Înființare
Situl Feuchtwiesen Atterwasch a fost declarat sit de importanță comunitară în septembrie 2000 pentru a proteja 22 de specii de animale. Situl a fost protejat și ca arie specială de conservare în octombrie 2004.

## Biodiversitate
Situată în ecoregiunea continentală, aria protejată conține 7 habitate naturale: Lacuri eutrofice naturale cu vegetație de tip Magnopotamion sau Hydrocharition, Cursuri de apă de la nivel de câmpie la nivel montan, cu vegetație Ranunculion fluitantis și Callitricho-Batrachion, Formațiuni ierboase bogate în specii de Nardus, dezvoltate pe substraturi silicioase în zone montane (și în zone submontane, în Europa continentală), Liziere de ierburi înalte hidrofile de câmpie și de nivel montan până la alpin, Fânețe de joasă altitudine (Alopecurus pratensis, Sanguisorba officinalis), Mlaștini alcaline, Păduri aluvionare cu Alnus glutinosa și Fraxinus excelsior (Alno-Padion, Alnion incanae, Salicion albae).
La baza desemnării sitului se află mai multe specii protejate:
- păsări (15): lăcar mare (Acrocephalus arundinaceus), pescăruș albastru (Alcedo atthis), Bucephala clangula, ciocănitoare neagră (Dryocopus martius), Gallinula chloropus chloropus, Grus grus grus, capîntortură (Jynx torquilla), sfrâncioc roșiatic (Lanius collurio), privighetoare (Luscinia megarhynchos), gaia roșie (Milvus milvus), grangur (Oriolus oriolus), vultur pescar (Pandion haliaetus), mărăcinar (Saxicola rubetra), chiră de baltă (Sterna hirundo), nagâț (Vanellus vanellus)
- mamifere (2): castor (Castor fiber), vidră de râu (Lutra lutra)
- nevertebrate (5): rădașcă (Lucanus cervus), fluturele purpuriu (Lycaena dispar), Osmoderma eremita, Vertigo angustior, Vertigo moulinsiana

Pe lângă speciile protejate, pe teritoriul sitului au mai fost identificate 12 specii de plante, 4 specii de amfibieni, 2 specii de mamifere, 22 de specii de nevertebrate, 1 specie de pești, 2 specii de reptile.